# Alexei Jurjewitsch Solodownikow
Alexei Jurjewitsch Solodownikow (russisch Алексей Юрьевич Солодовников, * 16. Dezember 1970 in Krasnodar) ist ein russischer Entomologe. Sein Forschungsschwerpunkt sind rezente und fossile Kurzflügler (Staphylinidae).

## Leben
Bereits in seiner Kindheit sammelte und zeichnete Solodownikow Käfer in seiner Heimatregion Krasnodar. Im Jahr 1993 erlangte er sein Master-Diplom an der Staatlichen Universität des Kubangebiets. Hierfür studierte er die Ökologie und Biologie der Zipfelkäfer im Nordwesten des Kaukasus. 1997 wurde er zum Kandidaten der Wissenschaften in Entomologie an der Staatlichen Universität Sankt Petersburg promoviert. Für die Vorbereitung zu seiner Dissertation studierte er gemeinsam mit Alexander Anatoljewitsch Stekolnikow und Wladimir Igorewitsch Gussarow die Taxonomie, Faunistik, Biogeographie und Bionomie der Kurzflügler in der nordwestlichen Kaukasusregion. Von 1997 bis 2001 war er Forschungsassistent und von 2001 bis 2002 war er wissenschaftlicher Mitarbeiter am Zoologischen Institut der Russischen Akademie der Wissenschaften in Sankt Petersburg. Von 2002 bis 2007 absolvierte er seine Postdoktorandenphase als wissenschaftlicher Mitarbeiter an der entomologischen Abteilung des Field Museum of Natural History in Chicago. Von 2007 bis 2012 war er als wissenschaftlicher Mitarbeiter am Field Museum of Natural History tätig. Im Mai 2007 wurde er Kurator der Käfersammlung am Statens Naturhistoriske Museum in Kopenhagen und Dozent an der Universität Kopenhagen. Seit 2010 ist er außerordentlicher Professor.
Zu Solodownikows Schwerpunkten zählen die Phylogenie und Revisionen auf Artenebene von wenig bekannten Abstammungslinien der Kurzflügler, insbesondere innerhalb der Staphylinae und verwandten Unterfamilien, taxonomische, phylogenetische und biogeographische Untersuchungen von ausgewählten Kurzflüglergruppen, die Öko-Faunistik von Kurzflügler- und anderen Käfergruppen, besonders in der Paläarktis sowie die Datenintegration in der systematischen Entomologie.
Solodownikow befasste sich ferner mit der Taxonomie und der Faunistik der Gattungen Ocypus, Quedius, Othius sowie der Unterfamilien Paederinae und Omaliinae (mit den Gattungen Psephidonus und Deliphrosoma) von Russland und angrenzenden Regionen (insbesondere dem Kaukasus).